# Reggae
El reggae és un gènere musical que es va desenvolupar inicialment a Jamaica des de la fi dels anys 1960. El terme reggae sovint és usat per designar la majoria dels ritmes jamaicans, com l'ska, el dub i el rocksteady. Tanmateix, el reggae pròpiament dit és un estil de música particular que s'origina a partir de l'evolució directa de l'ska cap a ritmes més lents, passant pel rocksteady. Té un ritme binari sincopat de 4/4 amb desplaçament del temps fort com a principal característica. El reggae està estretament relacionat amb el rastafarisme i les seves lletres sovint tracten d'una temàtica entre política i mística.
El terme reggae és d'etimologia incerta, podria ésser una derivació de ragga, que és una abreviació de raggamuffin, que en anglès significa literalment «vestit amb parracs». S'utilitzà aquesta etiqueta per anomenar els pobres de Jamaica, i també els rastes i els moviments culturals dels barris pobres. Actualment s'anomenen generalment ragga o raggamuffin alguns subestils del reggae. Altres fonts assenyalen que el terme reggae prové d'una cançó de The Maytals, titulada «Do the reggay», en la qual la paraula reggay voldria dir «regular», és a dir, gent normal i corrent.

## Etimologia
L'edició de 1977 del Diccionari d'anglès jamaicà incloïa «reggae» com «una expressió recentment establida per al rege», equivalent a rege-rege, una paraula que podia significar tant «draps, roba amb parracs» com «una baralla o renyina». El terme reggae amb un sentit musical aparegué per primer cop en el hit rocksteady de 1968 «Do the reggay» de The Maytals, però ja s'usava a Kingston, per a denominar una forma més lenta de ballar i tocar rocksteady. L'artista reggae Derrick Morgan ho expressa en aquest sentit:

«No ens agradava el nom rock steady, així que vaig provar diferents versions de "Fat Man". Canvià el ritme i utilitzà els teclats per a sorprendre. A Bunny Lee, el productor, li agradava. Ell creà el so dels teclats i la guitarra rítmica. Sonava com "reggae, reggae" i aquest nom triomfà. Bunny Lee començà a utilitzar la paraula i poc després tots els músic estaven dient "reggae, reggae, reggae"».
L'historiador del reggae Steve Barrow atribueix a Clancy Eccles l'alteració del terme patuès streggae («dona fàcil»), convertint-lo en reggae. Tanmateix, segons Toots Hibbert:

«Hi ha una paraula que utilitzàvem sovint a Jamaica anomenada "streggae". Si una noia passa i els nois la miren i diuen "Ei, ella és streggae", això vol dir que no vesteix bé, que es veu raggedy («esparracada»). Les noies també dirien el mateix d'un home. Aquest matí, jo i uns amics estàvem jugant i jo vaig dir, "D'acord nois, fem el reggay". Va ser només una cosa que em va passar pel cap. Així que vam començar a cantar do the reggay, do the reggay i creàrem un ritme. La gent em va dir després que li havíem donat al so aquest nom. Abans d'això la gent l'anomenava blue-beat i tota mena de noms. Ara és al Llibre Guinness de Rècords».
Es diu que Bob Marley afirmà que el terme reggae provenia d'una paraula en castellà per referir-se a «la música del rei».

## Història

### Precursors
Tot i que té una forta influència de la música tradicional d'Àfrica i el Carib, així com del rhythm and blues estatunidenc, el reggae deu els seus orígens directes al desenvolupament progressiu de l'ska i el rocksteady a la Jamaica de la dècada del 1960. Entre els pioners del nou gènere hi va destacar Count Ossie.

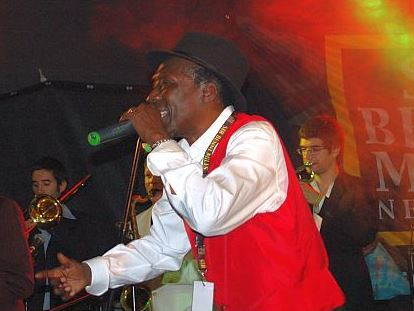
Alton Ellis

La música ska nasqué als estudis de Jamaica entre els anys 1959 i 1961, essent una evolució de l'anterior gènere mento. L'ska es caracteritza per una línia de walking bass, ritmes de guitarra o piano accentuats al temps feble, i a vegades riffs de trompa que recorden el jazz. A part de la seva enorme popularitat entre l'estètica rude boy de Jamaica, trobà un gran seguiment entre els mods britànics cap al 1964. Segons Barrow, els rude boys començaren a reproduir els seus discos de ska a mitja velocitat expressament, preferint ballar més a poc a poc com a part de la seva imatge de «durs».
A mitjans de la dècada del 1960, molts músics havien començat a tocar el tempo de l'ska més lent, emfatitzant més el walking bass i els temps febles. El so lent va ser anomenat rocksteady, en referència a un senzill d'Alton Ellis. Aquesta fase de la música jamaicana només durà fins al 1968, quan els músics tornaren a començar a alentir el tempo de la música i hi afegiren encara més efectes. Això conduí a la creació del reggae.

### Emergència a Jamaica
El reggae es va desenvolupar a partir del rocksteady a la dècada de 1960. El pas del rocksteady al reggae es veu il·lustrat en l'ús del shuffle en els teclats. Bunny Lee en va ser el pioner. Aquest tret ja era present en alguns senzills de transició com «Say What You're Saying» (1967) de Clancy Eccles o «People Funny Boy» (1968) de Lee «Scratch» Perry. El tema «Long Shot Bus 'Em Bet» editat pel grup The Pioneers el 1967 es considera l'exemple més primerenc del nou so que posteriorment seria reconegut com a reggae.

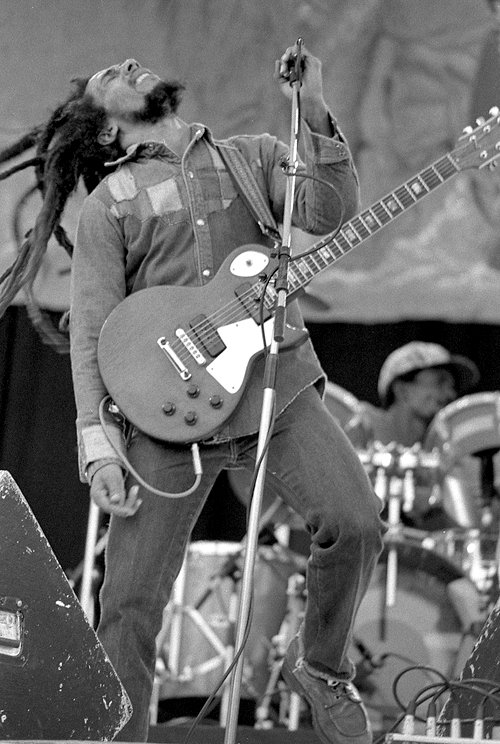
Bob Marley el 1980

A principis de 1968 es publicaren els primers discos genuïns de reggae, com Nanny Goat de Larry Marshall i No More Heartache de The Beltones. El 1968, l'estatunidenc Johnny Nash amb «Hold Me Tight» va ser el primer cantant que feu entrar en les llistes d'èxits dels Estats Units una cançó de reggae. En aquesta època, la influència del reggae va començar a ser present en la música rock. «Ob-La-Di, Ob-La-Da» de 1968 dels The Beatles és un exemple de rock amb ritmes reggae.
The Wailers, banda formada per Bob Marley, Peter Tosh i Bunny Wailer el 1963, són possiblement el grup més conegut que va fer la transició a través de les tres etapes de la primera música popular jamaicana: ska, rocksteady i reggae. Altres pioners del reggae van ser Prince Buster, Desmond Dekker i Jackie Mittoo.
La contribució de diversos productors jamaicans va ser essencial en el desenvolupament del reggae, primer de l'ska cap al rocksteady i posteriorment cap al reggae. Entre els més rellevants hi ha Coxsone Dodd, Lee «Scratch» Perry, Leslie Kong, Duke Reid, Joe Gibbs i King Tubby. Chris Blackwell, creador del segell Island Records a Jamaica el 1960, es va mudar a Anglaterra el 1962, on va continuar promocionant la música jamaicana. Es va aliar amb Trojan Records, fundat per Lee Gopthal el 1968. Trojan va editar nombrosos discs d'artistes reggae al Regne Unit fins al 1974.

### Popularitat internacional

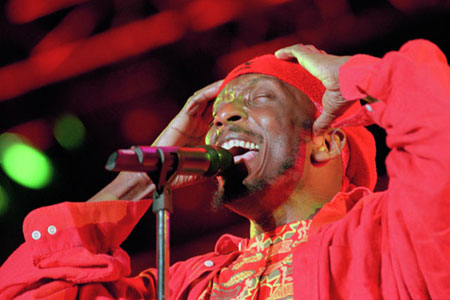
Jimmy Cliff actuant en un concert

El 1973, la pel·lícula Harder They Come, en la que actuà Jimmy Cliff, va generar un interès considerable i popularitat pel reggae als Estats Units, i la versió d'Eric Clapton el 1974 del tema de Bob Marley «I Shot the Sheriff» va ajudar a introduir el reggae al mainstream. Cap a mitjans de la dècada de 1970, el reggae gaudia d'un espai considerable a la ràdio anglesa, especialment gràcies al programa de John Peel. El que es va conèixer després com l'«Edat Daurada del Reggae» correspon aproximadament a l'apogeu del roots reggae.
En la segona meitat de la dècada de 1970, el panorama punk rock del Regne Unit començava a formar-se i el reggae hi va tenir un paper d'influència important. Alguns discjòqueis de punk feien sonar cançons de reggae durant les seves sessions i nombroses bandes de punk, com The Clash, s'impregnaren de reggae en la seva música. A Anglaterra s'estengué gràcies a la nova inclusió del gènere a la música de The Rolling Stones amb més influència des de 1974. Alhora, el reggae va iniciar una certa recuperació a Anglaterra en la dècada de 1980 abanderada per grups com Steel Pulse, Aswad, UB40 i Musical Youth. Altres grups que gaudiren d'un reconeixement internacional a començaments dels 1980 van ser Third World, Black Uhuru i Sugar Minott. Els Premis Grammy introduïren la categoria al Millor Àlbum Reggae el 1985.

### Patrimoni del reggae
El primer ministre de Jamaica, Bruce Golding, va convertir el febrer de 2008 en el primer mes del reggae a Jamaica, amb la intenció de repetir la celebració cada any. Per celebrar-ho, la Recording Industry Association of Jamaica (RIAJam) va celebrar els seus primers Reggae Academy Awards el 24 de febrer de 2008. A més, el mes del reggae va incloure una conferència de reggae global de sis dies, un festival de cinema reggae, dues funcions de premis d'estacions de ràdio i un concert homenatge al difunt Dennis Brown, que Bob Marley va citar com el seu cantant favorit. Pel que fa als negocis, RIAJam va organitzar esdeveniments centrats en les oportunitats laborals del reggae i els potencials ingressos internacionals. El Reggae Month 2019 a Jamaica va ser rebut amb múltiples esdeveniments que van des de funcions de reggae corporatives fins a grans celebracions en honor a l'aniversari de Bob Marley el 6 de febrer fins a un concert d'homenatge en honor a Dennis Brown el 24 de febrer, juntament amb un concert exhaurit per al Reggae Grammy 2019. l'artista nominat Protoje pel seu A Matter of Time Live celebrat als Hope Gardens de Kingston el 23 de febrer.
El novembre de 2018, la "música reggae de Jamaica" es va afegir a la Llista del Patrimoni Cultural Immaterial de la Humanitat de la UNESCO, la decisió va reconèixer la "contribució del reggae al discurs internacional sobre temes d'injustícia, resistència, amor i humanitat subratlla la dinàmica de l'element" com a ser alhora cerebral, sociopolític, sensual i espiritual".

## Característiques
El reggae es basa en un estil rítmic que es caracteritza per talls regulars sobre una música de fons tocada per la bateria rítmica, coneguda com a beat, que es toca en el tercer temps de cada compàs. Aquest ritme és més lent que el d'altres estils precursors del reggae com l'ska i el rocksteady.
Al reggae se l'associa amb el moviment rastafari, que influí molts músics prominents del reggae als anys 1970 i anys 1980. Al començament la seva utilització es limitava a les cerimònies rasta, més endavant esdevingué un vehicle d'expressió musical als guetos de Jamaica.
La primera aparició de la música reggae s'atribueix a la cançó «Fat man» del cantant Derrick Morgan. Encara que n'hi ha qui sosté que «Do the reggay», del grup The Maytals liderat per Toots Hibbert, en fou la primera cançó.

### Temàtica de les lletres
Generalment, les lletres de cançons reggae van lligades amb la crítica social, malgrat que moltes cançons aborden temàtiques més lleugeres, amb temes més personals, com l'amor i la socialització. Moltes bandes de reggae han versionat cançons soul i funk de Motown Records i Atlantic Records. Algunes lletres reggae pretenen despertar la consciència política del públic amb la crítica al consumisme, o tractant temes controvertits com l'apartheid. Moltes cançons reggae promouen l'ús de cànnabis que es considera quasi un sagrament en el moviment rastafari. Hi ha molts artistes que componen cançons reggae sobre temàtica religiosa, tant si es tracta de discutir un tema religiós específic com simplement a la lloança a Déu (Jah). D'altres temàtiques sociopolítiques habituals de les cançons de reggae són el nacionalisme negre, l'antiracisme, l'anticolonialisme, l'anticapitalisme i la crítica als sistemes polítics i Babylon.

## Subgèneres

### Early reggae

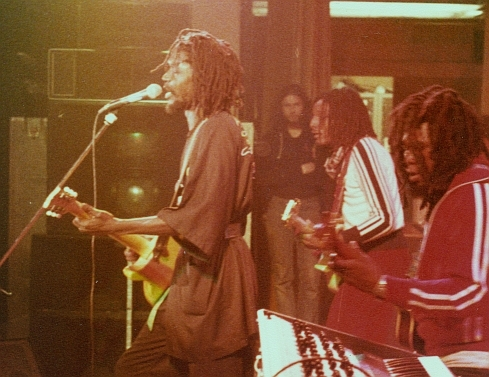
Peter Tosh i Robbie Shakespeare a l'escenari durant la gira Bush Doctor a Cardiff l'any 1978

L'early reggae, altrament conegut com a skinhead reggae per la seva popularitat dins d'aquesta subcultura de la classe obrera al Regne Unit, es va gestar al final dels anys 1960 a mesura que la influència de la música funk de segells estatunidencs com Stax va començar a penetrar en la forma de tocar dels músics de reggae. El que diferencia l'early reggae del rocksteady és l'orgue Hammond, un estil de tocar percussiu, bubbling, que va atreure més atenció cap a la subdivisió en 8 octaves dins el groove. Els skanks de la guitarra en la segona i quarta nota del compàs eren sovint doblats en estudi utilitzant efectes electrònics d'eco, complementant d'aquesta manera la sensació de doble-temps de l'òrgan. Generalment, es donava més èmfasi al groove de la música. La tendència creixent de l'època de gravar una versió a la cara B del senzill va generà, a més a més, innombrables cançons instrumentals abanderades per la trompa o l'orgue. Eren freqüents les versions de temes de soul de segells com Motown, Stax i Atlantic Records, reflectint la popularitat de la música soul entre els skinheads i els mods. Els artistes més destacats de l'skinhead reggae són John Holt, Toots & the Maytals, The Pioneers i Symarip.

### Roots reggae
Roots reggae és un tipus de música espiritual que les seves lletres tracten majoritàriament la lloança de Jah («Déu»). Entre els temes més recurrents es troba la pobresa, la resistència al govern i a l'opressió racial. Moltes de les cançons de Bob Marley i de Peter Tosh poden ser englobades dins del roots reggae. En la dècada de 1970, el roots reggae va viure un bon moment creatiu amb cantants com Burning Spear, Gregory Isaacs, Freddie McGregor, Johnny Clarke, Horace Andy, Ijahman Levi, Barrington Levy, Big Youth i Linval Thompson, i bandes com Culture, Israel Vibration, The Meditations i Misty in Roots, mà a mà amb productors com Lee «Scratch» Perry i Coxsone Dodd. Musicalment, en la cançó «Roots, Rock, Reggae» Marley va concebre un nou estil de música off-beat amb un compàs de sis temps, on l'skank de la guitarra té lloc en el quart i sisè temps. Aquest estil, a diferència de la resta d'estils del reggae, està tan estretament lligat a Bob Marley que molt pocs artistes el van adoptar.

### Dub

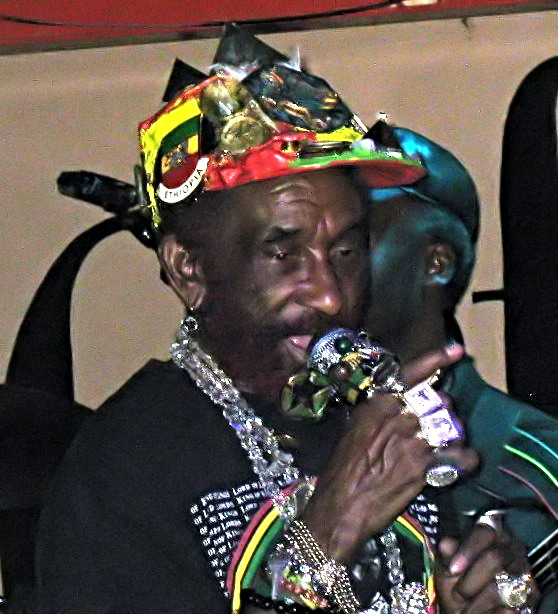
Lee «Scratch» Perry

El dub és un subgènere de reggae desenvolupat primerament per productors d'estudi com King Tubby i Lee Perry. Es caracteritza per basar-se en la remescla de material prèviament gravat i per donar un èmfasi particular a la bateria i a la línia de baix. Les tècniques utilitzades provocaven en l'oient sensacions viscerals, descrites per Tubby com «un volcà al cap». Augustus Pablo i Mikey Dread van ser altres importants pioners d'aquest estil, que encara continua avui dia.

### Rockers
L'estil rockers va irrompre a mitjans dels anys 1970 de la mà de Sly & Robbie. Rockers és descrit com un estil d'interpretar reggae fluid, mecànic i agressiu. Un article descriu el rockers com l'«edat daurada del reggae».

### Lovers rock
El subgènere lovers rock s'originà al sud de Londres a mitjan dècada de 1970. Les lletres tracten normalment sobre amor. És similar al rhythm and blues. Alguns dels artistes més destacats d'aquest subgènere de Gregory Isaacs, Freddy McGregor, Dennis Brown, Maxi Priest i Beres Hammond.

### Estils nous i spin-offs

#### Hip-hop i rap
El toasting és un estil de cantar o parlar sobre un disc que va aparèixer per primer cop a Jamaica el 1960 per DJ (deejays) com U-Roy i Dennis Alcapone. En el sentit jamaicà de la paraula consisteix en un punxadiscos que s'encarrega de posar-hi la música, i un MC (Master of Ceremonies) o raper, que hi fa rimes vocals a sobre. Aquest estil va influir poderosament sobre el DJ jamaicà Kool Herc, que va utilitzar aquest estil a Nova York al final de la dècada de 1970, establint el precedent directe del hip-hop i el rap. La tècnica de mescla emprada en la música dub també deixaren petja en el hip-hop.

#### Dancehall
El dancehall va néixer pels volts de 1970, de la mà de grups com Yellowman, Super Cat i Shabbir Ranks. L'estil es caracteritzava per cantar com els deejays i rapejar o fer toasting en rhythms crus i ràpids. Ragga (també conegut com a raggamuffin) i reggae fusió són subgèneres del dancehall on la instrumentació principalment es duu a terme mitjançant la música electrònica i el sampling. Entre els pioners del ragga hi ha Shinehead i Buju Banton.

#### Raggamuffin
Raggamuffin, sovint abreviat simplement com ragga, és un subgènere del reggae que està estretament lligat amb el dancehall i el dub. Engloba la música del ghetto youths («els joves del gueto») de Jamaica. El raggamuffin instrumentalment es basa en música electrònica i a vegades el sampling també hi té un paper important. Una part dels artistes de dancehall van començar a adoptar elements estílistics de la música hip-hop amb la maduració del ragga, mentre que la música ragga, al seu torn, va influenciar més i més els artistes de hip-hop. Ragga s'utilitza avui com un sinònim de dancehall reggae o per descriure el dancehall amb un dj fent chatting més que punxant o cantant en la part alta del riddim.

#### Reggae fusion
El reggae fusion és una barreja de reggae o dancehall amb elements d'altres gèneres com hip-hop, R&B, jazz, rock, drum and bass, punk o polca. Malgrat que els artistes ja barrejaven el reggae amb altres gèneres des de principis de 1970, no va ser fins a la fi del segle XX quan es va encunyar el terme.

## El reggae als Països Catalans
A partir de la dècada del 1970, el mite vivent de Bob Marley es va convertir en el major ambaixador mundial del ritme sincopat del reggae que, a principi de la dècada del 1980, vivia una nova ona expansiva gràcies al maridatge amb els fills del punk britànic i l'adopció per part de bandes emergents com The Specials, The Selecter, The Beat o Madness, que van liderar l'anomenada generació Two-tone.
La mítica formació Bob Marley & The Wailers va actuar dues vegades al nostre país al final de la seva carrera. El primer concert als Països Catalans va ser a la plaça de toros d'Eivissa el 28 de juny de 1978, i el segon a Barcelona el 30 de juny de 1980.
Tot això va fer que el reggae es popularitzés arreu, esperonat pels nous vents de llibertat que portava la transició democràtica després de la mort del Franco el 1975. En l'àmbit estatal es van donar les condicions perquè formacions com Potato al País Basc es deixessin encomanar a partir del 1982 pel ritme i la filosofia de rebel·lia inherents al reggae. Poc després, Skatalà ja va obrir la veda a Catalunya amb una contundent mixtura de reggae, ska i punk, seguit de prop per Dr. Calypso, que va ampliar el ventall estilístic afegint sonoritats caribenyes com el calipso o l'empremta del soul en el seu latin ska.
Aquella incipient escena aviat va tenir un certamen propi, el Latin Reggae Festival, que va celebrar les tres edicions a Barcelona, entre el 1991 i el 1993. Li va agafar el relleu l'U-Zona Reggae de Torelló, un festival també dedicat al reggae però més ambiciós i de majors dimensions. Les bandes catalanes van poder compartir escenari amb artistes internacionals fins a la darrera edició, celebrada el 2004. El 1993 va aparèixer el Reggus a Reus, i cinc anys més tard es va crear el Finos Reggae a Bellpuig. La implantació el 2010 a Benicàssim del Rototom Sunsplash, un dels festivals més importants del món, han servit de catalitzador d'una escena amb una salut excel·lent.
La música i cultura jamaicana han arrelat amb força als Països Catalans i grups com Adala, Auxili, Chalart58, Green Valley, Koers, ho demostren amb l'èxit creixent de les seves cançons, que acumulen milers de reproduccions en línia.

## Filmografia
- The Harder They Come (Perry Henzell, 1972)
- Rockers (Ted Bafaloukos, 1978)